# Enrocamento

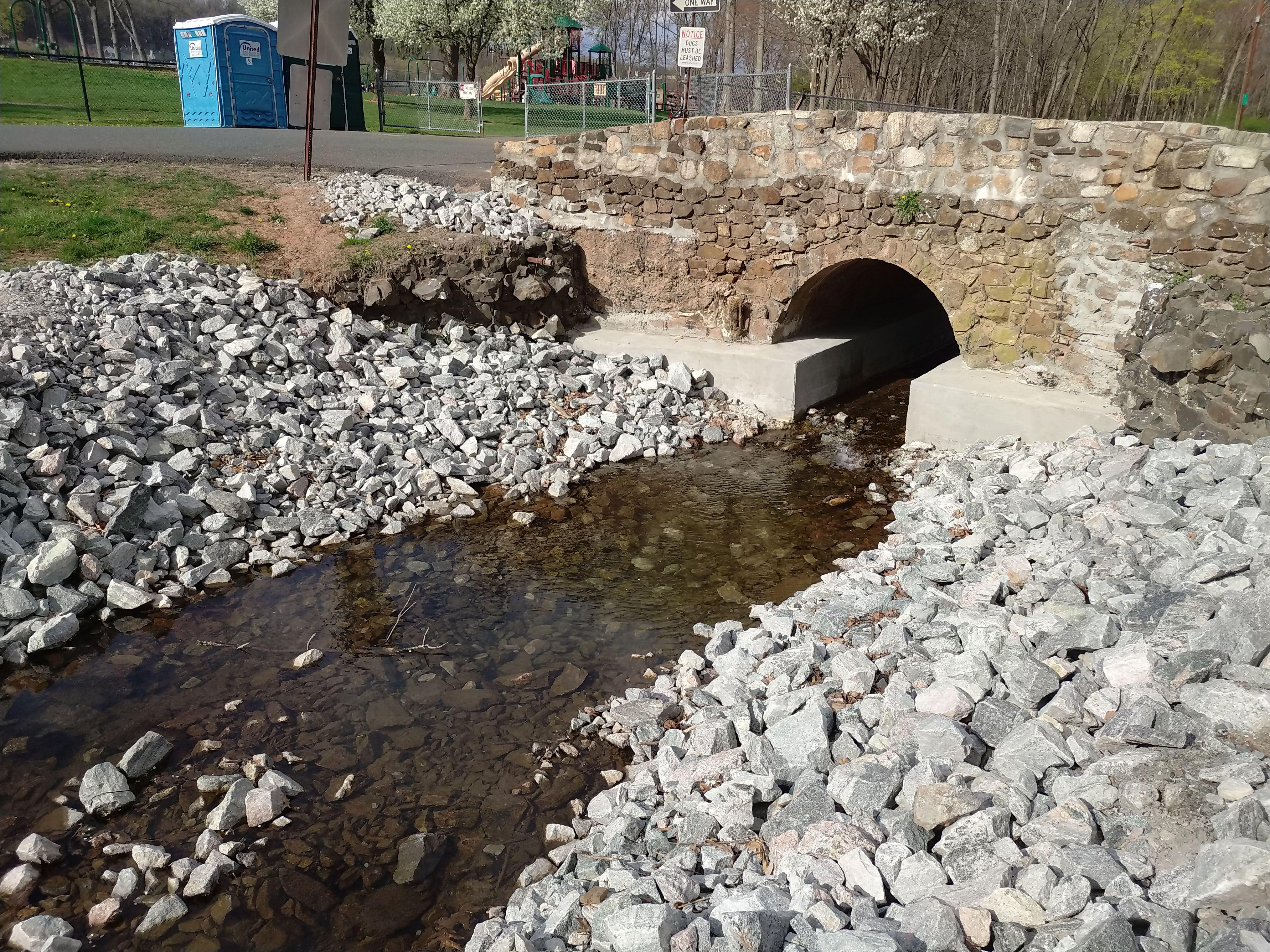
Enrocamento usado para proteger uma margem de riacho da erosão

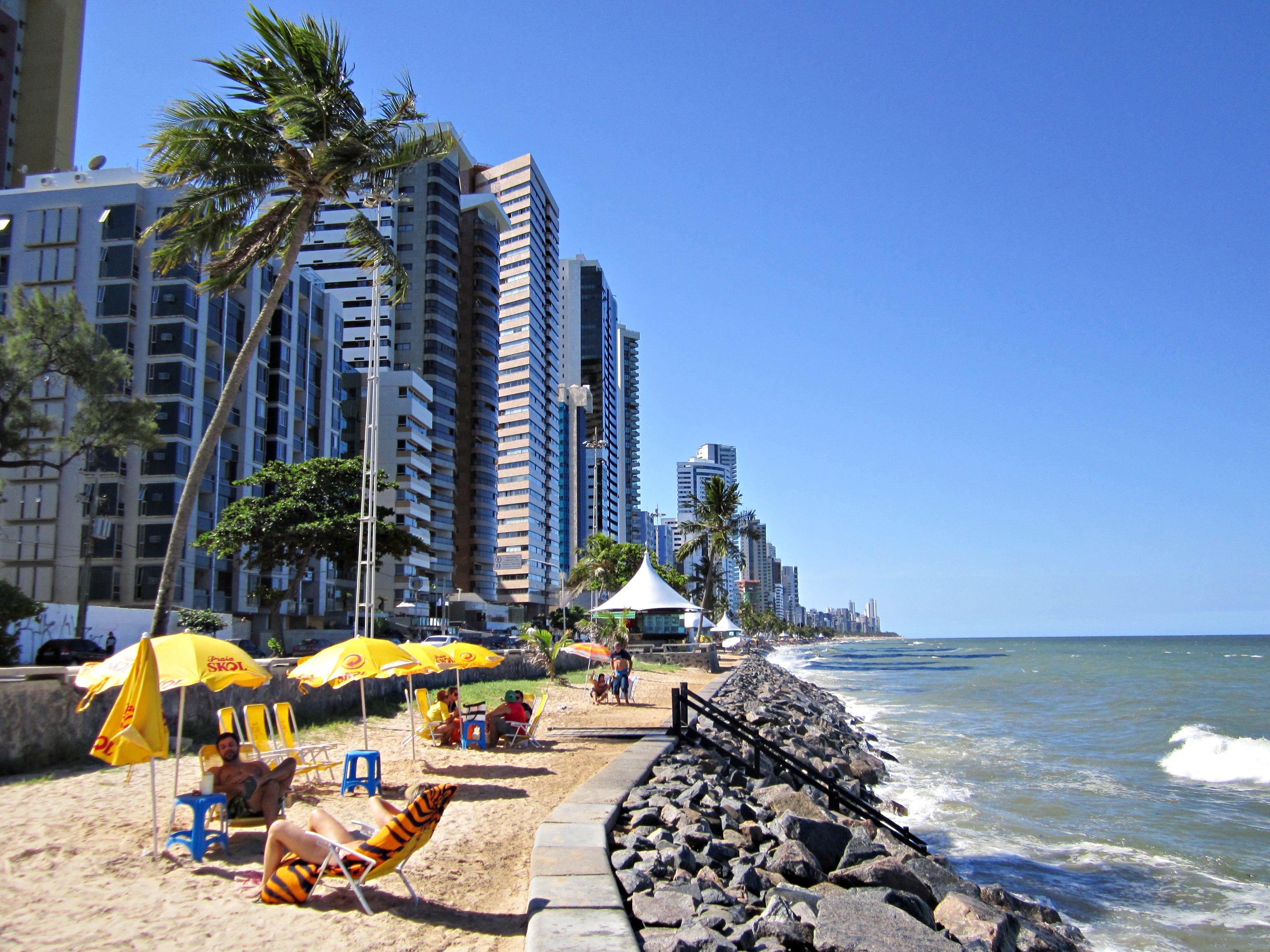
Enrocamento ao longo da costa marítima na Praia de Boa Viagem no Recife, Brasil.

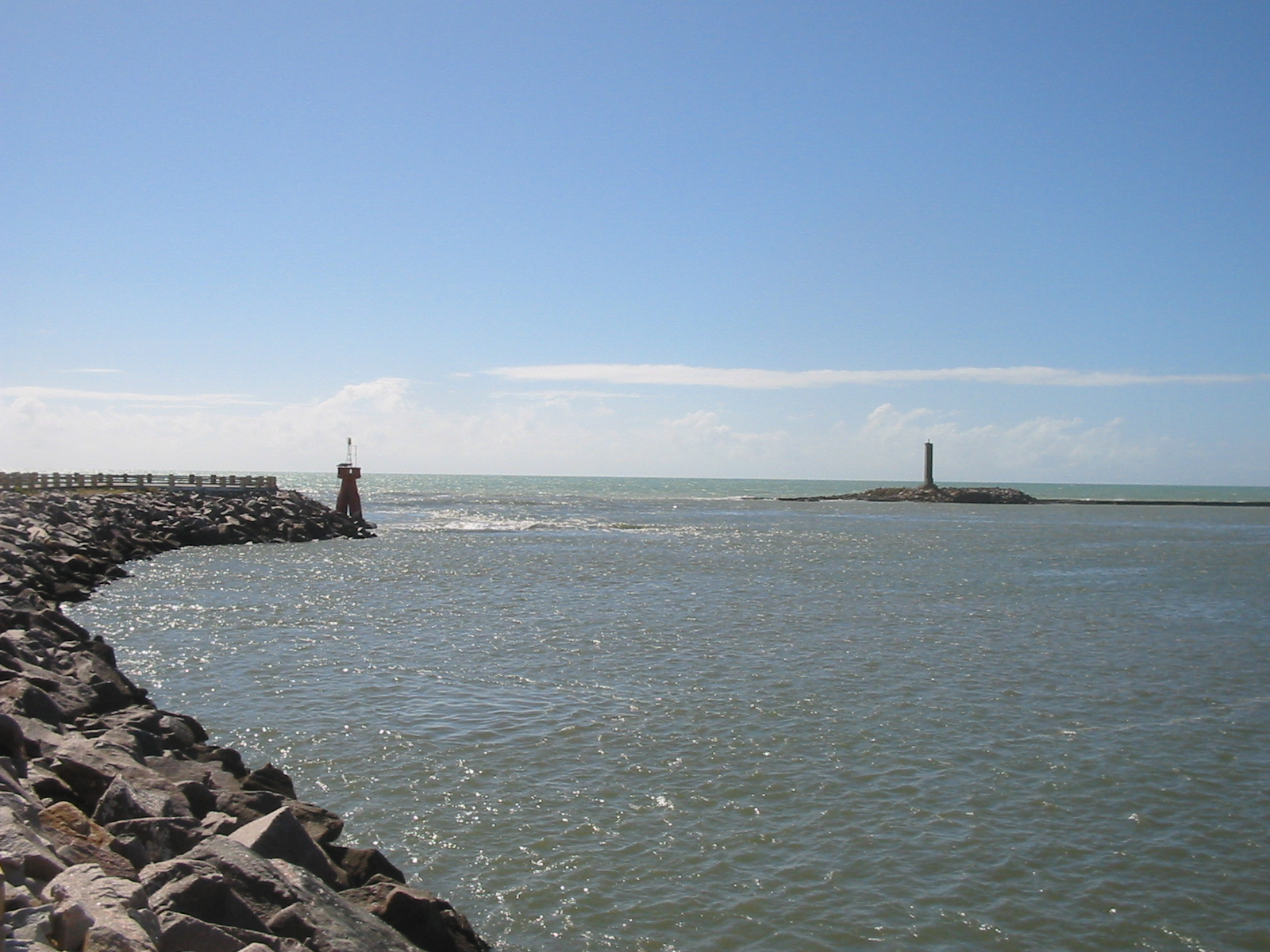
Um quebra-mar em enrocamento na entrada do Rio Potengi em Natal, Brasil.

Enrocamento é um maciço composto por blocos de rocha compactados. É muito utilizado na construção de barragens de gravidade de face ou de núcleo impermeável e na proteção da face de montante de barragens de terra, servindo, nesse caso, como proteção contra a erosão provocada pelas ondas formadas no reservatório e pelo movimento de subida e descida no nível da água.
Esta técnica é também utilizada na construção de quebra-mares, molhes e na regularização de margens de rio, pela sua resistência à erosão e capacidade para dissipar a força da vaga.